# 美國女孩
《美國女孩》（英語：American Girl）是阮鳳儀執導的臺灣電影，2020年入選美國獨立影片之「快速通道」，2021年於第34屆東京國際影展中首映並入圍「亞洲未來」單元，同年於第58屆金馬獎入圍7個獎項，其中最佳新導演、最佳新演員、最佳攝影3項獲獎，並於非正式競賽的觀眾票選最佳影片、國際影評人費比西獎2項勝出。電影獲獎前後，已經引起一些深度討論與報導，也出版了《美國女孩：電影劇本與幕後創作全書》，內含劇照、導演自述、以及主創團隊訪談。

## 演員
- 林嘉欣 飾 王莉莉
- 莊凱勛 飾 梁宗輝
- 方郁婷 飾 梁芳儀
- 林品彤 飾 梁芳安
- 黃鐙輝 飾 梁宗輝友人
- 蔡嘉茵 飾 芳儀學校的數學老師
- 曾寶儀 飾 韓醫師
- 張詩盈 飾 思婷媽媽
- 蔡明修 飾 莉莉一家的鄰居
- 夏于喬 飾 芳儀學校的國文老師
- 林真亦 飾 林思婷

## 獲獎與提名
| 類別                       | 獎項                    | 入圍者／作品     | 結果       |
| -------------------------- | ----------------------- | ---------------- | ---------- |
| 第18屆美國獨立影片         | 18th Fast Track Program | 《美國女孩》     | 入圍短名單 |
| 第34屆東京影展             | 亞洲未來單元最佳影片    | 《美國女孩》     | 提名       |
| 第58屆金馬獎               | 亞洲電影觀察團推薦獎    | 《美國女孩》     | 獲獎       |
| 第58屆金馬獎               | 國際影評人費比西獎      | 《美國女孩》     | 獲獎       |
| 第58屆金馬獎               | 觀眾票選最佳影片        | 《美國女孩》     | 獲獎       |
| 第58屆金馬獎               | 最佳劇情片              | 《美國女孩》     | 提名       |
| 第58屆金馬獎               | 最佳新導演              | 阮鳳儀           | 獲獎       |
| 第58屆金馬獎               | 最佳女主角              | 林嘉欣           | 提名       |
| 第58屆金馬獎               | 最佳女主角              | 方郁婷           | 提名       |
| 第58屆金馬獎               | 最佳新演員              | 方郁婷           | 獲獎       |
| 第58屆金馬獎               | 最佳原著劇本            | 阮鳳儀、李冰     | 提名       |
| 第58屆金馬獎               | 最佳攝影                | Giorgos Valsamis | 獲獎       |
| 第3屆台灣影評人協會獎      | 最佳影片                | 《美國女孩》     | 獲獎       |
| 第3屆台灣影評人協會獎      | 最佳導演                | 阮鳳儀           | 提名       |
| 第3屆台灣影評人協會獎      | 最佳劇本                | 阮鳳儀、李冰     | 獲獎       |
| 第3屆台灣影評人協會獎      | 最佳男演員              | 莊凱勛           | 提名       |
| 第3屆台灣影評人協會獎      | 最佳女演員              | 林嘉欣           | 提名       |
| 第3屆台灣影評人協會獎      | 最佳女演員              | 方郁婷           | 提名       |
| 第24屆台北電影獎           | 百萬首獎                | 《美國女孩》     | 提名       |
| 第24屆台北電影獎           | 最佳劇情長片            | 《美國女孩》     | 獲獎       |
| 第24屆台北電影獎           | 最佳導演                | 阮鳳儀           | 提名       |
| 第24屆台北電影獎           | 最佳編劇                | 阮鳳儀、李冰     | 提名       |
| 第24屆台北電影獎           | 最佳女主角              | 林嘉欣           | 提名       |
| 第24屆台北電影獎           | 最佳女主角              | 方郁婷           | 提名       |
| 第24屆台北電影獎           | 最佳男配角              | 莊凱勛           | 提名       |
| 第24屆台北電影獎           | 最佳新演員              | 方郁婷           | 獲獎       |
| 第24屆台北電影獎           | 最佳新演員              | 林品彤           | 提名       |
| 第24屆台北電影獎           | 最佳攝影                | Giorgos Valsamis | 提名       |
| 第24屆台北電影獎           | 最佳剪輯                | 毛澤坤           | 提名       |
| 第24屆台北電影獎           | 最佳美術設計            | 陳昱璇           | 提名       |
| 第24屆台北電影獎           | 最佳配樂                | 吳沛綾           | 提名       |
| 第40屆香港電影金像獎       | 最佳亞洲華語電影        | 《美國女孩》     | 獲獎       |
| 第13屆青年電影手冊年度盛典 | 年度華語十大佳片        | 《美國女孩》     | 獲獎       |
| 第29屆台灣國際女性影展     | 銀獎                    | 《美國女孩》     | 獲獎       |
| 第16屆亞洲電影大獎         | 最佳女主角              | 林嘉欣           | 提名       |

## 外部連結
- 互联网电影数据库（IMDb）上《美國女孩》的资料（英文）
- 豆瓣电影上《美國女孩》的資料 （简体中文）
- 台灣電影網上《美國女孩》的資料（繁體中文）